# Un misil en mi placard
«Un misil en mi placard» es una canción del grupo musical de Argentina Soda Stereo, publicada en su álbum debut homónimo en 1984 y compuesta por el guitarrista y vocalista del grupo Gustavo Cerati.
La canción cuenta con dos versiones, la original de 1984 es un ska mid-tempo como el grupo The Police, la otra versión fue hecha en 1996 en formato acústico para el recital MTV Unplugged del canal de televisión MTV.
«Un misil en mi placard» es una canción distinta a los demás del álbum debut, que en general tienen un claro tinte humorístico (típico del movimiento de la música divertida); «Un misil en mi placard» en cambio tiene un aire entre agobiado y cotidiano, un aire en cierto modo más complejo y taciturno. Por tanto, «Un misil en mi placard» funciona como eslabón entre los álbumes Soda Stereo y Nada personal, dejando vislumbrar las futuras composiciones de Gustavo Cerati, que dejarán el humor y profundizarán en esta línea compleja y sofisticada.
«Un misil en mi placard» logró el puesto 444° de las 500 mejores canciones del rock iberoamericano por Al Borde en 2006.

## Letra
Esta canción suele ser interpretada de diversas formas, una de ellas podría ser una infidelidad de pareja. Esto cobraría sentido en tanto "ver un misil [amante] en el placard [closet] de su pareja". Un recurso de este estilo también sería utilizado años más tarde por Divididos para su álbum Vengo del placard de otro.
En un programa de radio, Cerati dijo que se inspiró en un chiste contenido en una copia de Playboy'. En palabras de Cerati: "En una ocasión estaba hojeando una revista Playboy, y vi una caricatura, donde un tipo encontraba un misil [consolador] en el placard [armario] de su novia".
Otra interpretación está ligada a la influencia de la Guerra de Malvinas, ocurrida en 1982. La letra puede aludir a la carrera armamentística y cómo la guerra puede impactar en la vida cotidiana de las personas. Esa sensación era algo palpable en el año 1982 (época en que se forma Soda Stereo), cuando la gente temía bombardeos y ataques con misiles en plena ciudad de Buenos Aires, recurso también usado en «No bombardeen Buenos Aires» de Charly García.

## Música
La versión original de 1984 lanzada en el disco Soda Stereo tiene un sonido de ska mid-tempo, bastante similar al sonido de ska británico de bandas como The Police.
Hacia 1996 la cadena MTV había impuesto la moda de los conciertos televisados unplugged— y Soda Stereo, sin faltar a la cita, realiza la nueva versión, la cual fue lanzada como sencillo ese año.
La versión unplugged es muy diferente la original; además de ser acústica, tiene un cambio de ritmo, sonido y estilo, siendo más alternativa y lenta. Otra de las diferencias es que Gustavo Cerati, al principio, toca la introducción en guitarra de "Chrome Waves", canción incluida en el álbum Going Blank Again (1992) del grupo británico Ride.
En la versión en vivo de «Un misil en mi placard», el estribillo ocurre tres veces, en cambio, en la versión de estudio se repite en cuatro ocasiones.

## Historial en vivo
Fue interpretada desde los primeros conciertos de Soda Stereo antes de lanzar su primer álbum de estudio, en 1984, hasta la Gira Animal, en marzo de 1991.
Soda Stereo la retomaría para el Unplugged de 1996, la incluiría en el álbum Comfort y música para volar, y la interpretaría en la mini-gira del álbum, la última vez que Cerati lo interpretó en vivo fue en un mini-concierto en diciembre de 1997 en el jardín de su hijo, Benito Cerati, en Santiago de Chile.
Fue ensayada varias veces en su versión original para la Gira Me Verás Volver en 2007, pero no fue interpretada en tal gira.